# Manihot walkerae
Manihot walkerae är en törelväxtart som beskrevs av Léon Camille Marius Croizat. Manihot walkerae ingår i släktet Manihot och familjen törelväxter. Inga underarter finns listade i Catalogue of Life.